# 趙宋 (嘉靖進士)
趙宋（1532年—？），字子隆，直隸揚州府高郵州興化縣人，軍籍，明朝政治人物。

## 生平
嘉靖二十八年（1549年）己酉科應天府鄉試第六十七名舉人。嘉靖三十八年（1559年）中式己未科會試第九十三名，二甲第五十八名進士。历官兵部郎中，隆慶五年（1571年）正月升浙江按察司副使，萬曆元年七月升山西行太仆寺卿兼佥事。

## 家族
曾祖趙綸；祖父趙潤；父趙雱，母費氏；繼母徐氏。具庆下。